# Patricio Laules
Patricio Laules (Lauwles) y Briaen Denn y Staines, también conocido como Patrick Lolles (Kilkenny,  (Irlanda),1676 - Mallorca, 19 de marzo de 1739), fue un militar y diplomático español, miembro de la Orden de Alcántara.

## Datos biográficos
Nacido en Kilkenny,  (Irlanda) en 1676, en una familia de inmigrantes irlandeses. Hijo de Gualtero Laules, de Kilkenny, y de Ana Briaen, de Gien-Klenstoune, siendo sus abuelos paternos Ricardo Laules, de Kilkenny, y Margarita Denn, de Talbotsinch, y los maternos Juan de Briaen y Ana Staines, ambos de Gien-Klenstoune.
Tuvo al menos un hijo llamado José Laules.

## Historia
Participó en la Guerra de Sucesión Española (1702-1714) al lado de Felipe V.
En 1709 se inicia el expediente para nombrarlo Caballero de la Orden de Alcántara, junto con su hermano Tomás.
Desde febrero de 1713 a mayo de 1714 fue encargado de negocios. Después de regresar de Londres, apoyó la causa jacobita pretendiente al trono de Inglaterra.
En 1714, Felipe V le nombra regidor perpetuo de la Nueva Colonia de San Felipe, antigua Játiva, cargo que detentaría hasta su muerte.
Falleció e1 19 de marzo de 1739 siendo gobernador y capitán general de Mallorca.
En 1718, Giulio Alberoni lo envió a negociar con el rey Carlos XII de Suecia y el zar Pedro I de Rusia, a fin de hacer una alianza que le permitiera hacer la guerra contra Inglaterra.
En 1719 se le nombra Teniente General de los ejércitos.
Entre 1720-1725 fue Laules miembro español en París. Allí firmó junto con el Duque de Osuna las capitulaciones matrimoniales del príncipe D. Luis de Borbón con la Princesa de Montpensier, María Luisa.
A su regreso a España, se le destina a Palma de Mallorca, en mayo de 1726.
Falleció e1 19 de marzo de 1939 siendo gobernador y capitán general de Mallorca.

## Lema
El lema Virtute et numine aparece en el escudo del Capitán General de Mallorca D. Patricio Laules en 1726.